# Calamaria nuchalis
Calamaria nuchalis е вид змия от семейство Смокообразни (Colubridae). Видът не е застрашен от изчезване.

## Разпространение и местообитание
Разпространен е в Индонезия (Сулавеси).
Обитава влажни зони и гористи местности.